# Paulo Otávio
Paulo Otávio Rosa da Silva (ur. 23 listopada 1994 w Ourinhos) – brazylijski piłkarz występujący na pozycji obrońcy. Wychowanek PSTC, w trakcie swojej kariery grał w takich zespołach, jak Athletico Paranaense, Coritiba, Santo André, Paysandu, Tombense, LASK Linz, Ingolstadt 04 oraz VfL Wolfsburg.